# Дулга-Ула
Дулга-Ула (монг. Дуулга уул) — гора в монгольской провинции Увс. Имеет высоту 2928,1 метра. Видимость с вершины до 20 км.
Национальный парк вокруг горы служит для охраны различных видов оленей и обитающих там волков.
На вершине горы расположен Altan Owoo[уточнить] (буквально — Золотой Тур), на котором в первый месяц лета проводились жертвоприношения.
Хребет Хан-Хухий, расположенный южнее, и его горные оленьи пастбища упоминаются в бурятском героическом эпосе. Известный монгольский поэт, Сэдбазарын Лувсандондов сделал хребет важным символом в монгольской литературе («Хан хөхүйн магтаал» — Хвала Хан Хею и другие произведения).